# Grupos de células noradrenérgicas
Grupos de células noradrenérgicas se refere a conjuntos de neurônios no sistema nervoso central que foram demonstradas por  fluorescência histoquímica como contendo o neurotransmissor norepinefrina (noradrenalina). Eles são nomeados
- Grupo de células noradrenérgicas A1
- Grupo de células noradrenérgicas A2
- Grupo de células noradrenérgicas A4
- Grupo de células noradrenérgicas A5
- Grupo de células noradrenérgicas A6
- Grupo de células noradrenérgicas A6sc[2]
- Grupo de células noradrenérgicas A7[3]
- Grupo de células noradrenérgicas Acg[4]